# Matelea planiflora
Matelea planiflora là một loài thực vật có hoa trong họ La bố ma. Loài này được (Jacq.) Dugand mô tả khoa học đầu tiên năm 1966.